# Amphithea (Gattin des Aiolos)
Amphithea (altgriechisch Ἀμφιθέα) ist eine Gestalt der griechischen Mythologie.
Amphithea war die Gattin des „tyrrhenischen“ Königs Aiolos und die Mutter des Makareus und sechs anderer Söhne sowie der Kanake und sechs anderer Töchter. In dieser Rolle wurde sie von Euripides in seiner nur fragmentarisch erhaltenen Tragödie Aiolos erwähnt, die von der Sage der inzestuösen Liebe von Makareus und Kanake handelte.